# ウィルソン・エドゥアルド
ウィルソン・エドゥアルド（Wilson Eduardo、1990年7月8日 - ）は、アンゴラのサッカー選手。ポジションはFW。アランヤスポル所属。

## 経歴
14歳のときにスポルティングCPの下部組織に弟のジョアン・マリオと共に入る。2009年にトップチーム昇格後、ポルトガルの下部リーグのクラブを転々とする。2013年8月13日、FCアロウカ戦でトップチームデビュー。
11シーズンをスポルティングで過ごした後、2015年8月31日にSCブラガに加入した。

### 代表歴
アンゴラ共和国にルーツを持っていることで、2013年には一度A代表の誘い受けたものの断り、ポルトガル代表入りを目指たものの、2019年にアンゴラ代表でのプレーを決意。アフリカネイションズカップ2019に出場した。

## 人物
弟にポルトガル代表のサッカー選手であるジョアン・マリオがいる。